# Ribas (Zamora)
Ribas es una localidad del municipio de Viñas, en la comarca de Aliste, provincia de Zamora, comunidad autónoma de Castilla y León, España.
De este pequeño pueblo alistano, llama la atención su iglesia con espadaña de formas románicas.

## Historia
Durante la Edad Media Ribas quedó integrado en el Reino de León, cuyos monarcas habrían acometido la repoblación de la localidad dentro del proceso repoblador llevado a cabo en Aliste. Tras la independencia de Portugal del reino leonés, en 1143, la localidad habría sufrido por su situación geográfica los conflictos entre los reinos leonés y portugués por el control de la frontera, quedando estabilizada la situación en Aliste a inicios del siglo XIII, hecho reforzado por la firma del Tratado de Alcañices en 1297.
Posteriormente, en la Edad Moderna, Ribas estuvo integrado en el partido de Alcañices de la provincia de Zamora, tal y como reflejaba en 1773 Tomás López en Mapa de la Provincia de Zamora. Así, al reestructurarse las provincias y crearse las actuales en 1833, la localidad se mantuvo en la provincia zamorana, dentro de la Región Leonesa, integrándose en 1834 en el partido judicial de Alcañices, dependencia que se prolongó hasta 1983, cuando fue suprimido el mismo e integrado en el Partido Judicial de Zamora.
El Diccionario de Pascual Madoz (1845) dice de Ribas que es una localidad en la provincia de Zamora, partido judicial de Alcañices, diócesis de Santiago, audiencia territorial y capitanía general de Valladolid, ayuntamiento de Viñas. Situación: entre peñas; su climma es frío, sus enfermedades más comunes las pulmonías. Tiene 12 casas, iglesia parroquial, matriz de San Blas, y buenas aguas potables. Confina con el Poyo, Rábano, el anejo y Tola. El terreno es de mediana calidad. Los caminos locales. Producción: grano, patatas y pastos, cría ganado. Población: 18 vecinos, 73 almas. Capacidad de producción: 20.600 rs. Imponible: 1,837 rs. Contribución: 1,406 rs. 26 mrs.
Finalmente, en torno a 1850, el antiguo municipio de Ribas se integró en el de Viñas.

## Fiestas
Ribas celebra el día de Santa María Inmaculada, el 7 y 9 de diciembre.